# Ottó Foky
Ottó Foky (Sárhida, 15 de junio de 1927 - Budapest, 3 de septiembre de 2012) fue un director de películas de animación húngaro.

## Biografía
En 1956, Ottó Foky estudió en la Universidad de Artes y Diseño Moholy-Nagy. Entre 1956 y 1978, se desempeñó como director de animación. Ha planificado cientos de cuentos, películas infantiles y películas publicitarias. Regularmente ha participado en exposiciones internacionales, de artes y artesanía.

## Películas

### Director
- Egy világhírű vadász emlékiratai (en español Memorias de un luchador de clase mundial (1968-70)
- A kiscsacsi kalandjai (1971) (en español Aventuras Culo pequeño
- Mirr-Murr, a kandúr (1972-75) (en español Mirra-Murr, el macho
- Makk Marci mesél (1973) (en español Makk Marci dice
- A legkisebb Ugrifüles (1975-76) (en español Los más pequeños Ugrifüles
- Makk Marci (1977-1978) (en español Makk Marci
- Varjúdombi mesék (1978-79) (en español cuentos Varjúdombi
- Misi Mókus kalandjai (1980-81) (en español
- Süsüke, a sárkánygyerek (2000) (en español